# 反對逃犯條例修訂草案運動過程 (2021年1月)
| 2019年          | 尚未開始 | 尚未開始 | 3月至6月 | 3月至6月 | 3月至6月 | 3月至6月 | 7月 | 8月 | 9月    | 10月   | 11月   | 12月 |
| 2020年          | 1月      | 2月至4月 | 2月至4月 | 2月至4月 | 5月      | 6月      | 7月 | 8月 | 9月    | 10月   | 11月   | 12月 |
| 2021年          | 1月      | 2月      | 3月      | 4月      | 5月      | 6月      | 7月 | 8月 | 9-11月 | 9-11月 | 9-11月 | 12月 |
| 2022年1月或以後 |          |          |          |          |          |          |     |     |        |        |        |      |

反對《逃犯條例》修訂草案運動在2021年1月仍然持續。警方繼續大搜捕民主運動人士，指控他們去年參與民主派初選觸犯《港版國安法》顛覆國家政權的罪行，同時是《國安法》生效以來，警方最大宗拘捕行動。警方國安處更首次引用《港區國安法》封鎖「香港編年史」網站。

## 1日

### 除夕倒數市民高叫「光時」唱《榮光》 警衝向人群截查市民

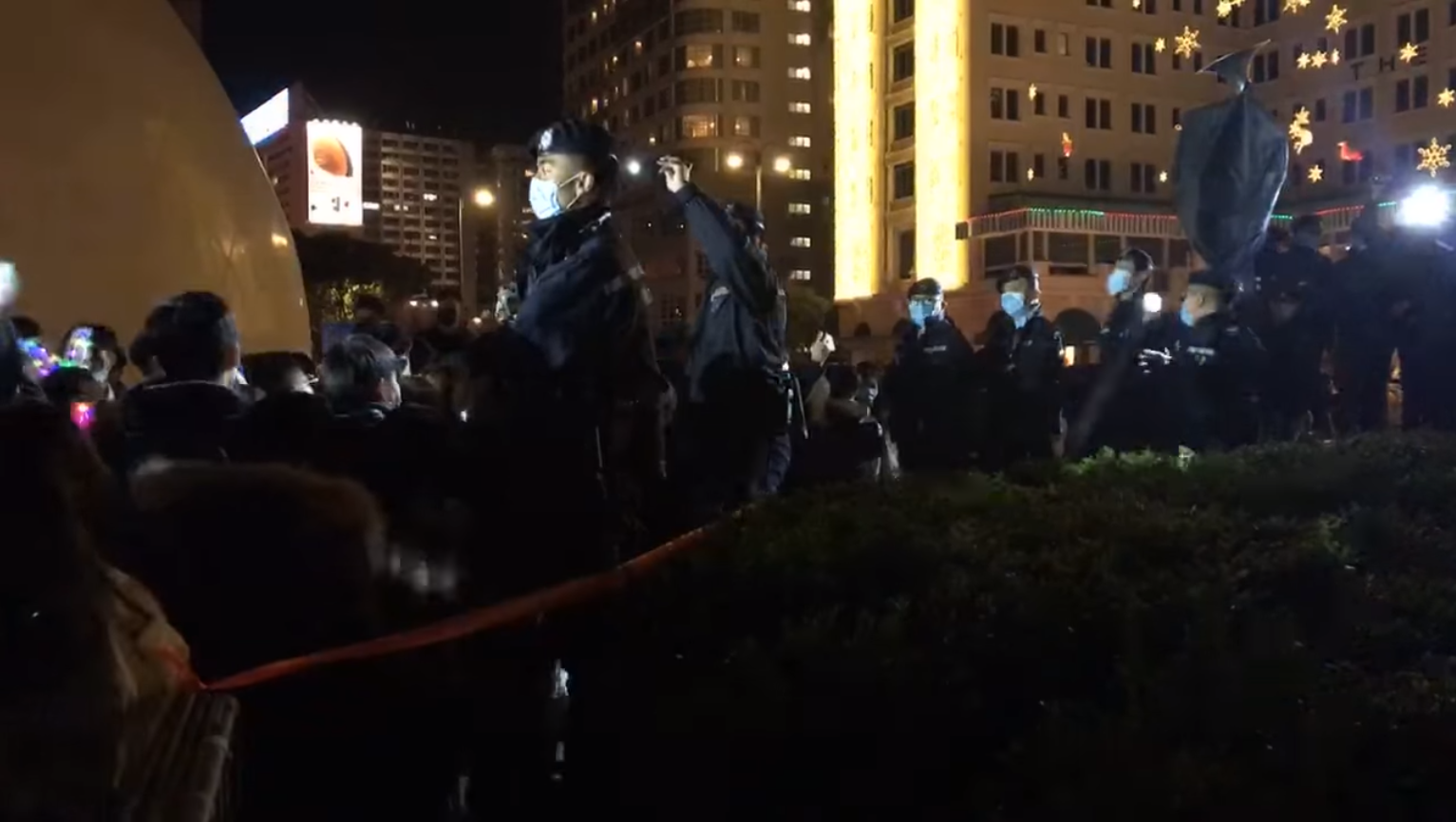
有人在香港太空館附近離開時大叫「光復香港，時代革命」和「黑警死全家」等口號後，多名警員突然衝向離開的人群，並高舉電筒大叫指喊「邊個嗌呀（誰人在喊口號？）」

元旦沒有倒數燈飾和煙花表演，有市民自發倒數。而警方在尖沙嘴海傍嚴密佈防，用攝錄機拍下聚集的市民，呼籲市民切勿違反限聚令。其後有人在香港太空館附近離開時大叫「光復香港，時代革命」和「黑警死全家」等口號後，多名警員衝向正在離開的人群，並高舉電筒大叫指喊「邊個嗌呀」。現場有市民被截查，無人被捕。旺角則未有人聚集倒數，但有市民在新一年後大叫「香港人加油」，並有途人附和。

### 民阵2021年元旦车巡遊 促释放政治犯
受新型肺炎疫情及《港区国安法》 的影响，民间人权阵线未能按过去多年的传统发起元旦大游行，今年透過货车在多區巡游，並展示市民联署的巨型标语，要求当局释放所有因反修例等社会运动被捕入狱的人士和政治犯。警员在货车巡游起步前，一度包围货车。而區議員叶锦龙被警方包围，警員登记他的身份证资料。

## 4日

### 助12港人案，兩名內地律師面臨釘牌
12港人案中，被捕人家屬委託的兩名內地律師盧思位及任全牛分別被四川省及河南省司法廳擬吊銷其律師執業證書。盧思位表示收到四川省司法廳告知書，指他在網上多次發表不當言論，嚴重損害律師行業形象，觸犯中國《律師法》及《律師執業管理辦法》。盧思位認為事件與他參與12港人案有關，會向四川省司法廳提出聽證要求；任全牛稱感到突然。「12港人關注組」認為，當局於案件審結後吊銷兩名律師執證是殺雞儆猴，恐嚇其他內地律師不可再參與政治敏感案件。支聯會主席李卓人表示，二人被吊銷執證屬政治決定，而律師因接受敏感案件而落此下場，代表內地司法不容獨立思考的人權律師存在；周日曾稱內地在制度中「做到最足」的立法會議員謝偉俊不評論事件是否屬政治打壓，但認為有關做法不理想，不希望律師因協助當事人而惹禍上身。

### 截取通訊及監察事務專員公佈周年報告
截取通訊及監察事務專員公佈周年報告，執法機構在2019年提出1314宗關於截取通訊的書面申請，專員石輝指自己無權監察或覆檢執法機構就涉《港區國安法》的截取通訊行為。

## 5日

### 終審法院首席法官馬道立退休前見記者

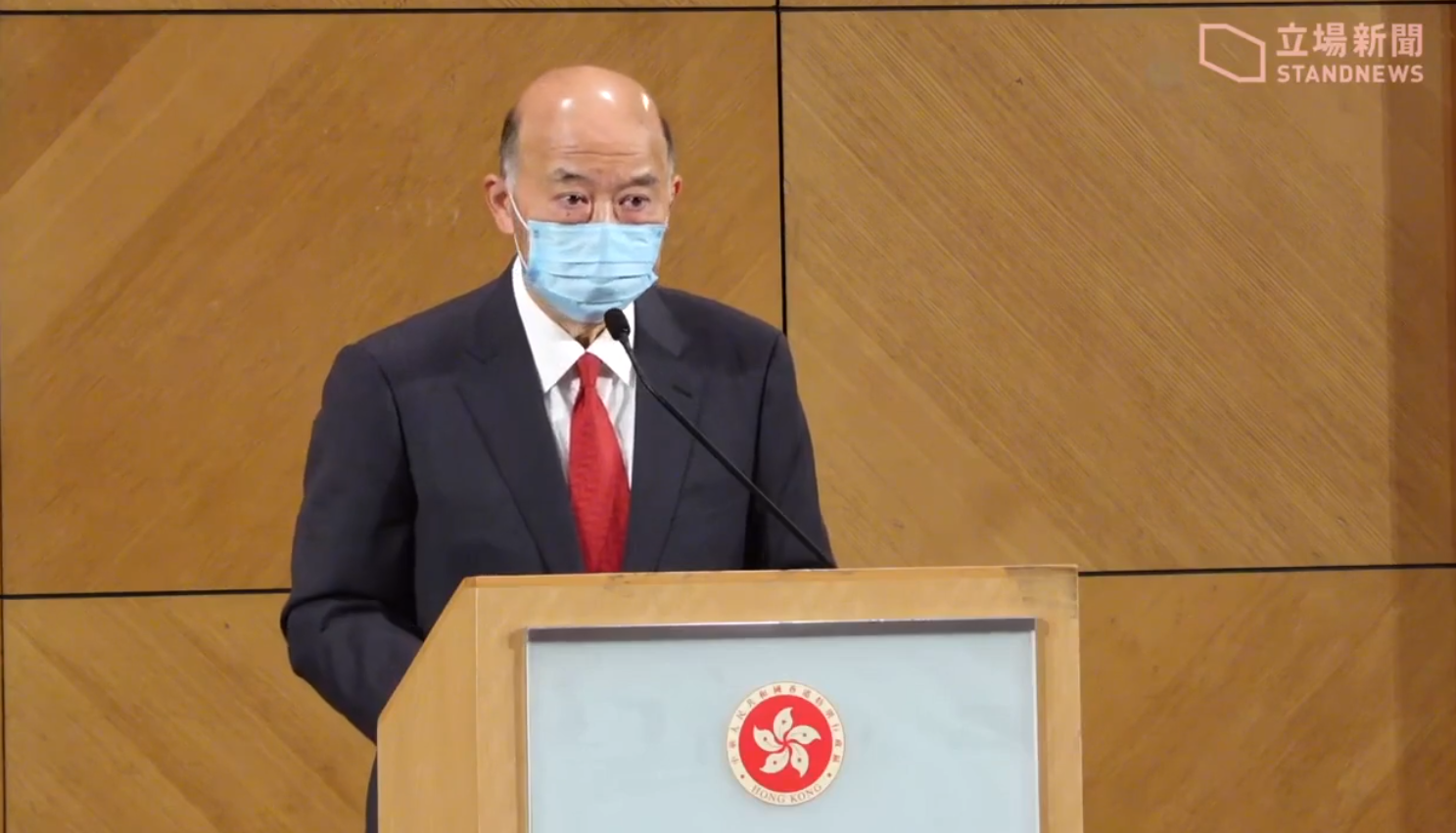
終審法院首席法官馬道立退休前見記者

終審法院首席法官馬道立退休前見記者，強調司法機構不反對改革，但提倡改革者需提出理由和理據。建制派批評馬官未能回應訴求。

## 6日

### 初選被指違國安法 警方國安處大搜捕超過50人

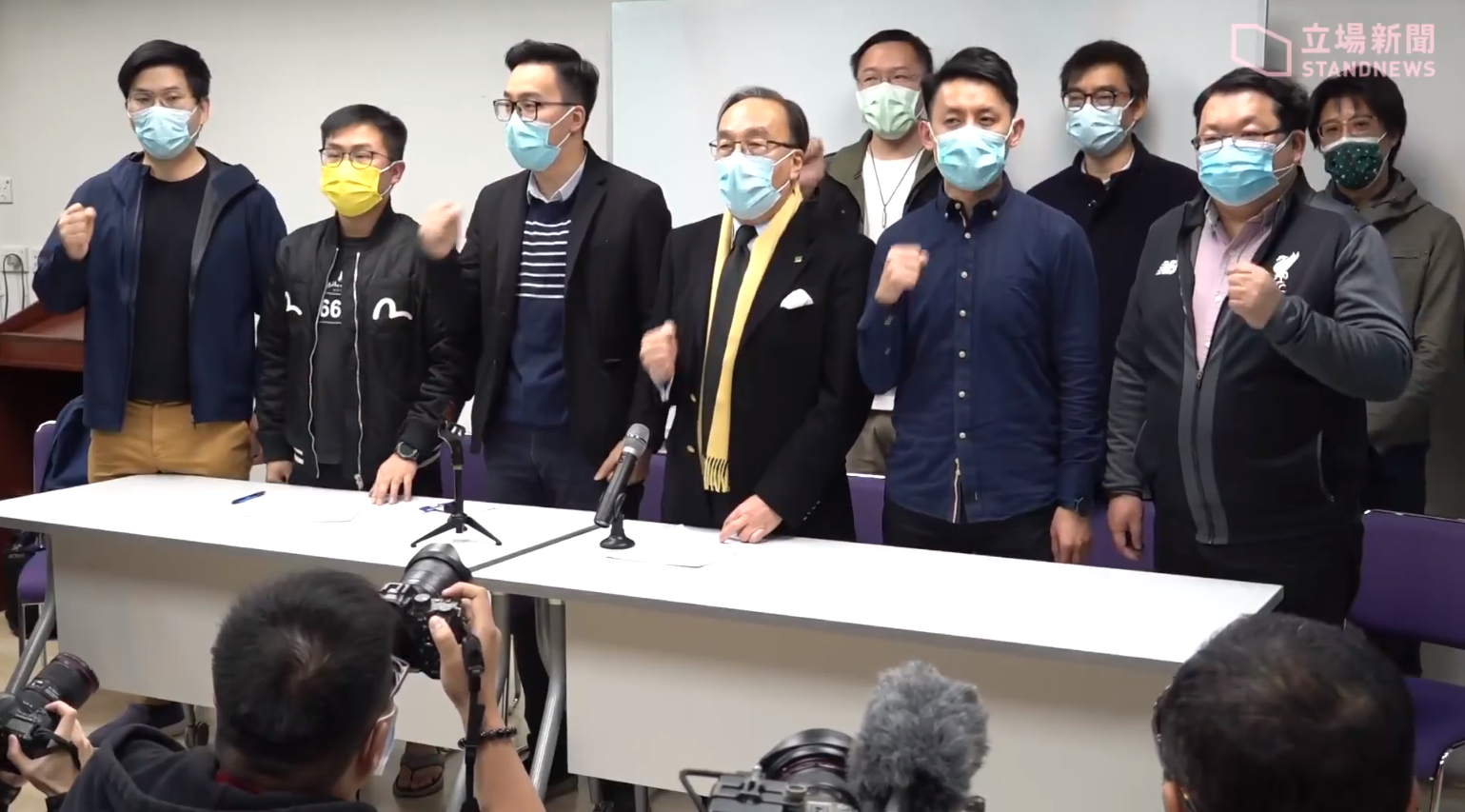
民主派聯合回應警方國安處大搜捕事件

早上，警方拘捕至少52名民主派人士，包括民主黨胡志偉、涂謹申、尹兆堅、林卓廷、公民黨楊岳橋、社民連岑子杰、民間集會團隊發言人劉頴匡、南區區議員袁嘉蔚、前記者何桂藍等，指去年立法會選舉35+初選涉嫌顛覆國家政權。而「香港民意研究所」總監鍾庭耀，香港大學法律學院前副教授戴耀廷亦因統籌民主派35+初選而被捕。
保安局局長李家超於立法會回應事件，形容警方採取行動拘捕一批涉嫌顛覆國家政權的活躍份子，涉案人士是涉嫌以一個歹毒的計劃，圖謀通過「35+」和「攬炒十步曲」計劃癱瘓特區政府，形容警方的行動必要和必需。而他們取得35個立法會議席後，會不顧一切一心要否決政府的財政預算案，令特首下台，目的是令政府停擺。政府絕不容忍顛覆國家政權的罪行。李家超又指「攬炒十步曲」透過大規模街頭暴動，加上其他手段，令香港陷入停頓；加上國際政治和經濟制裁令香港癱瘓，達至真正「攬炒」，並準備共同跳崖，是有組織有計畫地令香港陷入深淵。直指如果計畫得逞，香港社會將受到極嚴重的衝擊和破壞。
警方國安處高級警司李桂華在記者會上，舉行初選並不犯法，但是“35+初選”的倡議者提出“攬炒十部曲”，包括配合一些策略投票，令選舉“團伙”得到立法會35席或以上，當選後會透過兩次否決財政預算案，逼使特首辭職，令特區政府停擺的目的是明顯違反《港區國安法》。李桂華強調，企圖令特區政府停擺，就是干犯《港區國安法》第22條的顛覆國家政權罪，嚴重干擾、破壞、阻撓政權機關的執法職能，即令其不能運作。

### 警員到多個媒體辦公室外和律師樓搜查

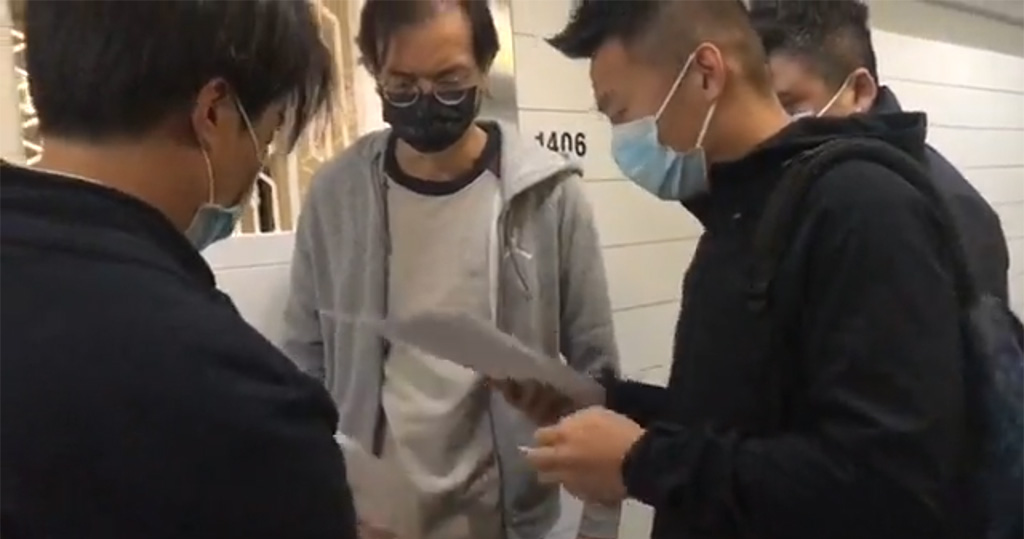
警方國安處派出便衣警員到立場新聞辦公室，要求總編輯鍾沛權簽署一份法庭「交出文件令」

早上9時許，有便衣警員到立場新聞辦公室外搜查，要求總編輯鍾沛權簽署一份法庭「交出文件令」，協助警方調查一宗涉嫌違反國安法的案件後，及後收隊離去，未有進入辦公室。其後要求獨立媒體和蘋果日報提供有關民主派初選組織聯絡人等資料。警方亦到達何謝韋律師事務所搜查，民主動力司庫、律師關尚義被警方國安處拘捕。

### 付國豪遇襲案裁決
2019年8月，香港国际机场举行「警察還眼」集會，《环球时报》记者付國豪遭示威者殴打。而与该案有关的4人则被控暴動、非法禁錮等罪，他們早前在區域法院受審。法官李慶年就案件裁決，並裁定其中2男1女被告暴動、襲擊致造成身體傷害、非法禁錮罪罪成；而案中任職測量師的男子則就非法集結及非法禁錮罪罪名不成立，當庭釋放。

## 7日

### 黃之鋒譚得志涉違國安法 監獄及收押所內被捕
早上，正在服刑的前香港眾志秘書長黃之鋒，及正在還押的人民力量副主席譚得志，分別在石壁監獄及荔枝角收押所被捕。

### 香港編年史無法在香港瀏覽
有香港網民發現反對逃犯條例修訂運動期間成立、含有警員的個人資料的網站香港編年史無法瀏覽，只能透過VPN連線。傳真社總編輯陳妍茵指統計數據顯示網站來自香港的使用者數量大幅下跌，同時透露本地的網絡供應商數碼通、中國移動香港、香港寬頻和PCCW等故意將使用者傳送的資料拋棄，造成無法瀏覽該網站。而她亦收到在CSL和Smartone工作的員工消息，指政府正要求香港互聯網服務供應商封鎖特定網站。警方表示不評論個別個案，但根據《港區國安法》第43條及其實施細則附表四，可要求服務商對發布在電子平台上相當可能構成危害國家安全罪行或相當可能會導致危害國家安全罪行的發生的電子信息作出禁制行動。而香港寬頻指出沒有封鎖其寬頻用戶連線至該網站。

### 「35+初選」53人陸續保釋

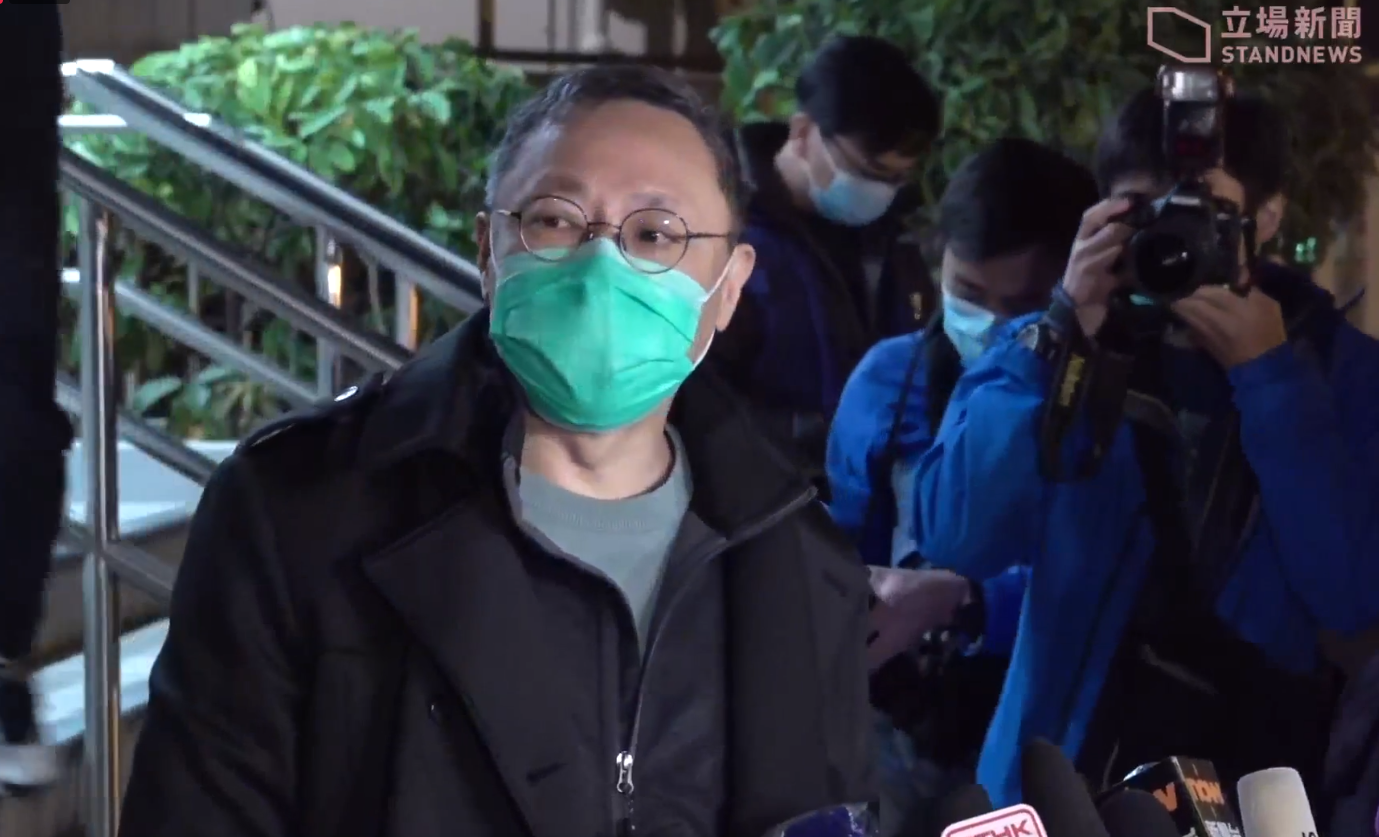
發起民主派初選「35+」的香港大學法律系前副教授戴耀廷接近午夜在馬鞍山警署獲釋後表示，「香港係進入咗一個寒冬，吹緊嘅風又猛又凍，但我相信好多香港人會用自己方法，繼續逆風而行。」

警方1月6日清晨起拘捕參與去年民主派初選的53人經歷逾30小時扣查後，陸續獲准以3萬元保釋，須交出旅遊證件，半年內不得離港，並須於2月10日到警署報到。不少被捕人獲釋後批評警方的大搜捕行動荒謬，認為《港區國安法》被濫用作打壓異見人士。發起民主派初選「35+」的香港大學法律系前副教授戴耀廷接近午夜在馬鞍山警署獲釋後表示，「香港係進入咗一個寒冬，吹緊嘅風又猛又凍，但我相信好多香港人會用自己方法，繼續逆風而行。」

## 8日

### 付國豪遇襲案宣判
法官李慶年宣判，对付國豪遇襲案中的3名被告判处監禁4年3個月至5年半。法官李慶年在宣判上说，香港本來是和平示威之都，但當晚機場示威者的行為「傷透香港人嘅心」，不但令香港人心傷及蒙羞，更令香港人建立和平示威之都的聲譽受損，對遊客和行人造成滋擾及不便，甚至令世界質疑如此重點設施也受佔據，香港是否仍然安全。而法官也指出上訴庭要求下級法官要考慮此類案件對社群的影響，也要面對批評原審法官「錯得無可再錯」，也不可以「咁仁慈」，否則再被上訴後會有更重的刑期，嘆「永遠都係基層法官的錯」，希望辯方明白法官所面對情況「幾咁嚴峻」。

### 周梓樂離世14個月

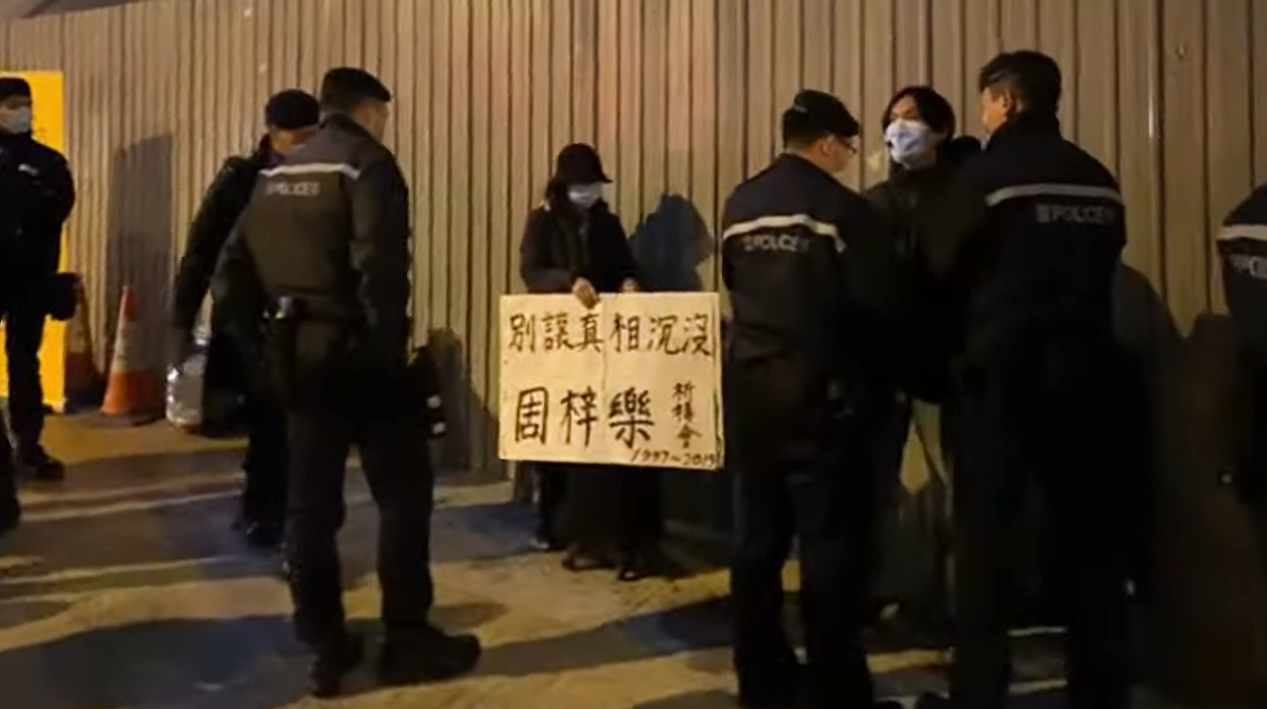
晚上8時半左右，社工呂智恆和另一名舉起「別讓真相沉沒」、「周梓樂祈禱會」字牌的婦女被截查，並要求收回，否則將票控亂抛垃圾

周梓樂離世14個月，有市民在尚德邨停車場外，擺放鮮花及點燃蠟燭拜祭。至下午5時許，超過30名警員到停車場內外及周邊巡邏和戒備。入夜後，警員在尚德十字路口放置易拉架，提醒市民禁止於公眾地方進行多於2人的群眾聚集，並截查逗留的市民身份和阻止擺放鮮花。

## 9日

### 死因庭裁定梓樂死因存疑

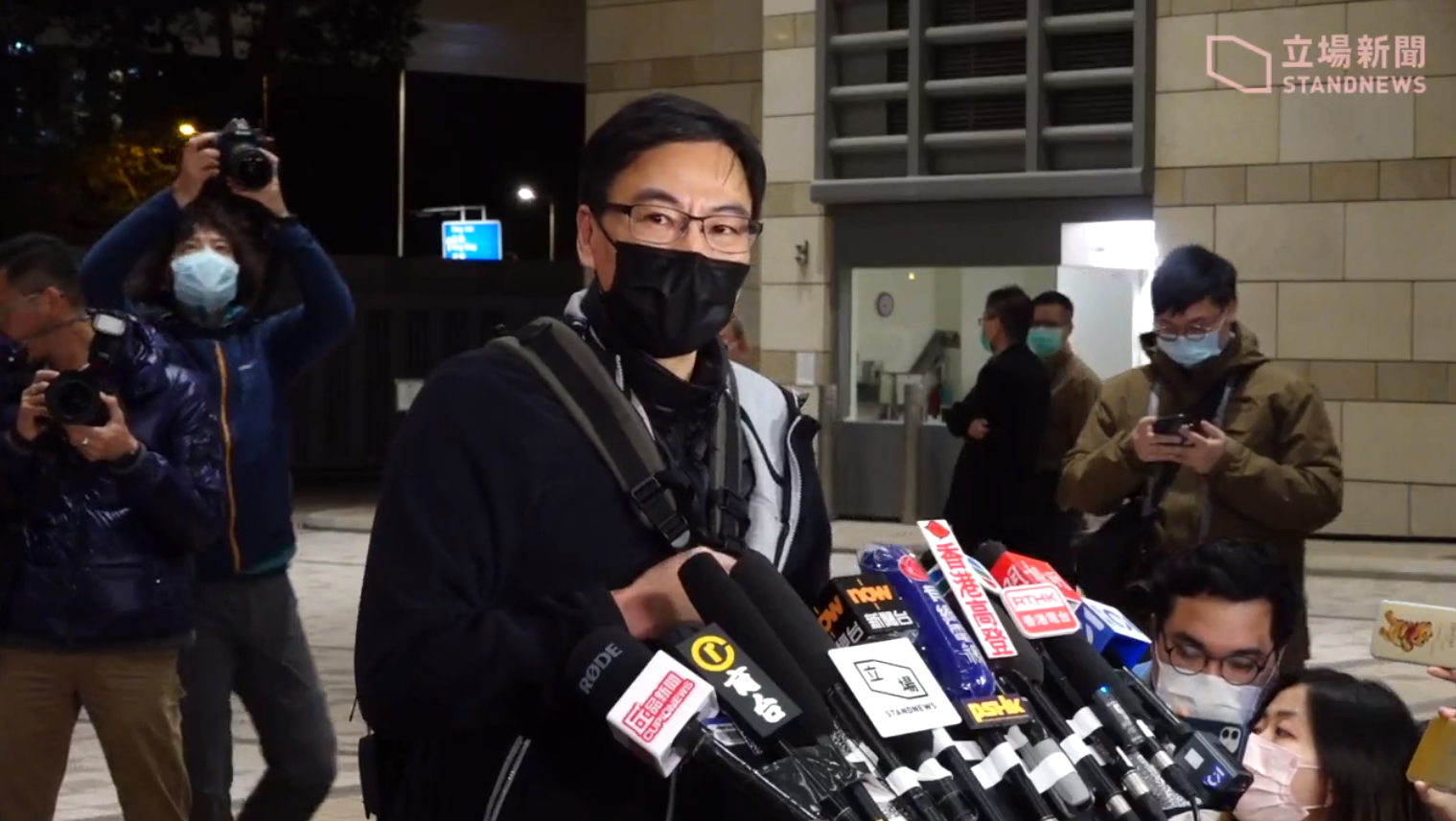
周梓樂的父親周德明在嚴寒的天氣下詳細回應記者提問，他希望在有生之年「真相可以出到嚟」

死因庭經過29天聆訊、傳召48名證人出庭作供，由兩男三女組成的陪審團經過17小時閉門商討，法官向陪審團提供3個裁斷選項，分別是「非法被殺」、「死於意外」及「存疑裁決」。最後以4比1裁定周梓樂死因存疑。死因裁判官高偉雄向梓樂的父母表示，梓樂年輕有為，形容今次研訊「差不多接近真相」，如果停車場閉路電視鏡頭「角度高5度、時間轉向慢幾秒」，可能會將真相呈現出來。陪審團同時提出兩項建議，建議在涉事停車場的閉路電視系統進行更新，增加自動實時設定，以及在3樓石牆加設欄杆。

### 警隊自設獎章頒74人 表揚踏浪者行動
新一期香港警務處官方刊物《警聲》透露，警方首次為特別行動自設獎章，頒發給曾處理反修例運動（踏浪者行動）的前任及現役警員，合共有74名，包括3名副處長，早前被揭發涉嫌僭建的助理處長陶輝（Rupert Dover）、莊定賢（David Jordan）及輔警總監楊祖賜，以及「理大攻防戰」指揮官、國安處處長蔡展鵬、退休助理處長卓孝業等。除鄧炳強外，所有現任處長級警官均獲嘉許。

### 香港政府正調查並考慮引渡兩名涉協助許智峯流亡的丹麥國會議員
丹麥傳媒《Politiken》報道，香港當局正調查許智峯流亡一事，考慮引渡丹麥國會議員Uffe Elbaek及Katarina Ammitzbøll兩人，涉發出虛假環保會議邀請，協助許智峯流亡。丹麥外相科弗德（Jeppe Kofod）表示，不會同意將國會政治人物引渡至香港。

## 10日

### 警員在香港大學站外埋伏 中年婦疑塗污石柱被捕

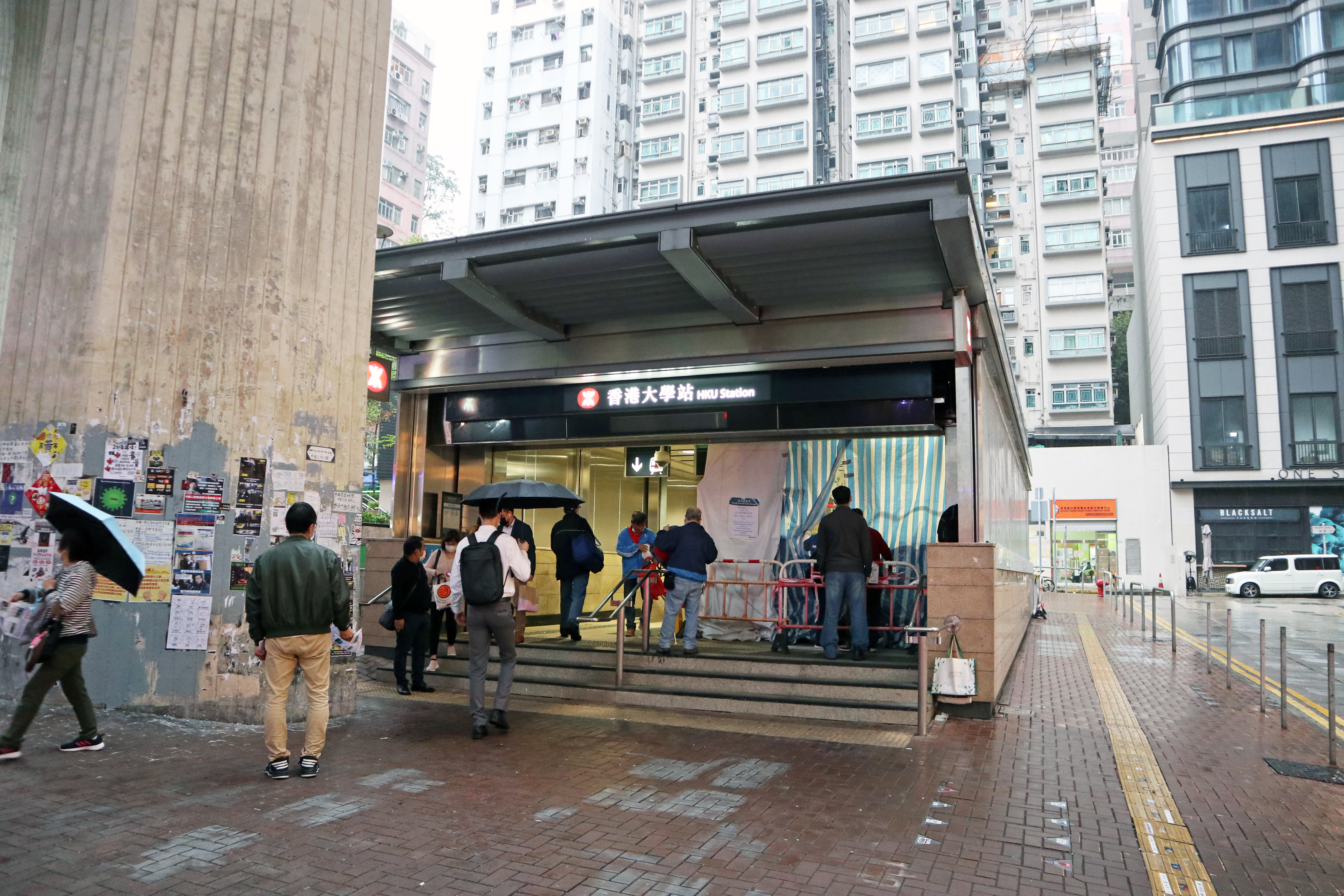
香港大學站B2出口（圖片攝於2020年3月，行車天橋石柱底曾設連儂牆）

凌晨2時許，警員在香港大學站附近一帶埋伏，發現一名58歲女子懷疑在香港大學站B2出口的行車天橋石柱底以筆塗污牆身，之後被警員立即上前截停並拘捕，涉嫌刑事毀壞。據了解是寫上與政治相關內容。

### 葉劉淑儀倡禁港人持雙重國籍
行政會議成員、新民黨主席葉劉淑儀在《南華早報》撰文，指中國是時候結束對香港人的特別待遇，嚴格執行《中國國籍法》禁止雙重國籍，以回應中央正考慮採取反制措施回應540萬合資格香港居民透過英國國民（海外）護照（BNO）簽證移民英國。她表示為個人意見，沒就計劃與中央溝通。

### 特区政府反駁澳洲、加拿大和英國外長和美國務卿聲明
香港特区政府发言人對澳洲、加拿大和英國外長及美國國務卿就民主派初選搜捕行動發表聯合聲明，指出香港有憲制責任維護國家安全，自《香港國安法》公布實施後，特區政府一直在香港依法和盡責地履行維護國家安全的職責。声明同时指出，《香港國安法》或特區內任何法律對香港每個人皆平等適用，無人可凌駕於法律之上。對於某些海外政府官員似乎作出持某種政治理念的人應不受法律制裁的言論，特區政府感到震驚。

## 11日

### 審淘大衝突案 法官練錦鴻稱黃背心記者「企喺度都構成暴動一部分」趕黃口罩人士離庭
審理2019年淘大商場衝突案的區域法院法官練錦鴻在聆訊期間，要求佩戴黃色口罩的一名律師及兩名旁聽者離開法庭，並要求更換其他顏色的口罩，否則不得在庭旁聽，最後只有律師更換口罩。其後片段播放群眾高唱反修例歌曲「願榮光歸香港」，練官問道「嗰首係咩歌嚟㗎？有無人聽過？」場內沒有人出聲回應，只有辯方大律師搖頭。而觀看事發影片期間，練官指現場「黃背心人士」的記者阻礙受害人離開，「佢哋企喺度都構成暴動一部分。」同時批評在場舉機拍攝的市民「冷眼旁觀，睇住其他人受到痛苦」。香港記者協會發聲明，對法官在不了解新聞工作的情況下，發表不準確的評論，感到極度失望，促請各界尊重新聞自由，停止作出毫無事實根據的指控。司法機構回覆查詢時指，不評論個別個案，但指進入法院範圍公眾地方，需衣著合宜，以避免影響法院運作和秩序。
新上任的終審法院首席法官張舉能被記者問到此事時回應指，不想評論個別案件，認為法官在審訊時對程序有很大的酌情權，但補充指香港是自由社會，戴甚麼顏色的口罩是「完全無問題」。

### 中文大學入口檢查站爆爭執
是日為香港中文大學下學期開學日，中午12時15分，中大校園電台指有約8至9名黑衣蒙面人士在大學站外大叫「唔洗show證」，並呼籲進入校園的學生無需向保安展示學生證。黑衣人其後推倒鐵欄後離開，被保安追趕，當中有人向保安投擲不明白色粉末。其後警方拘捕其中1名男子，校方證實是中大學生，他涉嫌擾亂公眾秩序及普通襲擊被送往馬鞍山警署受查。校方也證實一名保安被粉末灑中，需送院檢查；並指事件涉及襲擊行為，遂報警處理。事後現場多個鐵馬被拉倒，警員封鎖現場調查，而消防員調查地下粉末成分。

## 12日

### 林鄭：會配合中央人民政府 對BNO採取需要的反制措施
行政長官林鄭月娥在行政會議見記者，她表示雖然行政會議未有談及如何處理英國國民(海外)護照（BNO）的議題，不過她重申BNO早在1997年回歸前，中英雙方已有共識處理。她直言：「如果現在有人單方面偏離共識，對於另一方要採取一些行動亦是理所當然。」

### 警方將被捕人士的電子設備運往中國
《華盛頓郵報》報道，民主派初選大搜捕後，香港警方認為中國當局有先進技術可以提取電子設備內的資料進行調查，因此將他們的電子設備運往中國。其中部分被捕人士的電子設備被扣押後，其社交媒體賬戶或電郵出現異常活動，例如「快必」譚得志重新使用Telegram，而facebook管理員澄清譚得志沒有重開賬戶。陳志全被捕後，Telegram也曾被入侵。報道同時引述不具名的警員指，網絡安全及科技罪案調查科有方法破壞Android系統和Google雲端資料，並深信2019年發生的反修例運動是經過精心策劃，為求掌握大局，需找出民主派與民間社會的聯繫。報道也透露香港網絡已開始受到前所未有的限制。

### 14名流亡港人在加拿大獲批難民身份
協助流亡港人的加拿大組織「加拿大新香港文化協會」表示，加拿大移民和難民委員會从2020年底開始，已陸續向14名流亡海外的香港人批准難民身份。另外，加拿大政府已為香港青年推出「年輕人才計劃」，有關詳情會在未來一兩個月內公布。

## 14日

### 警國安處拘11人 與12港人案有關

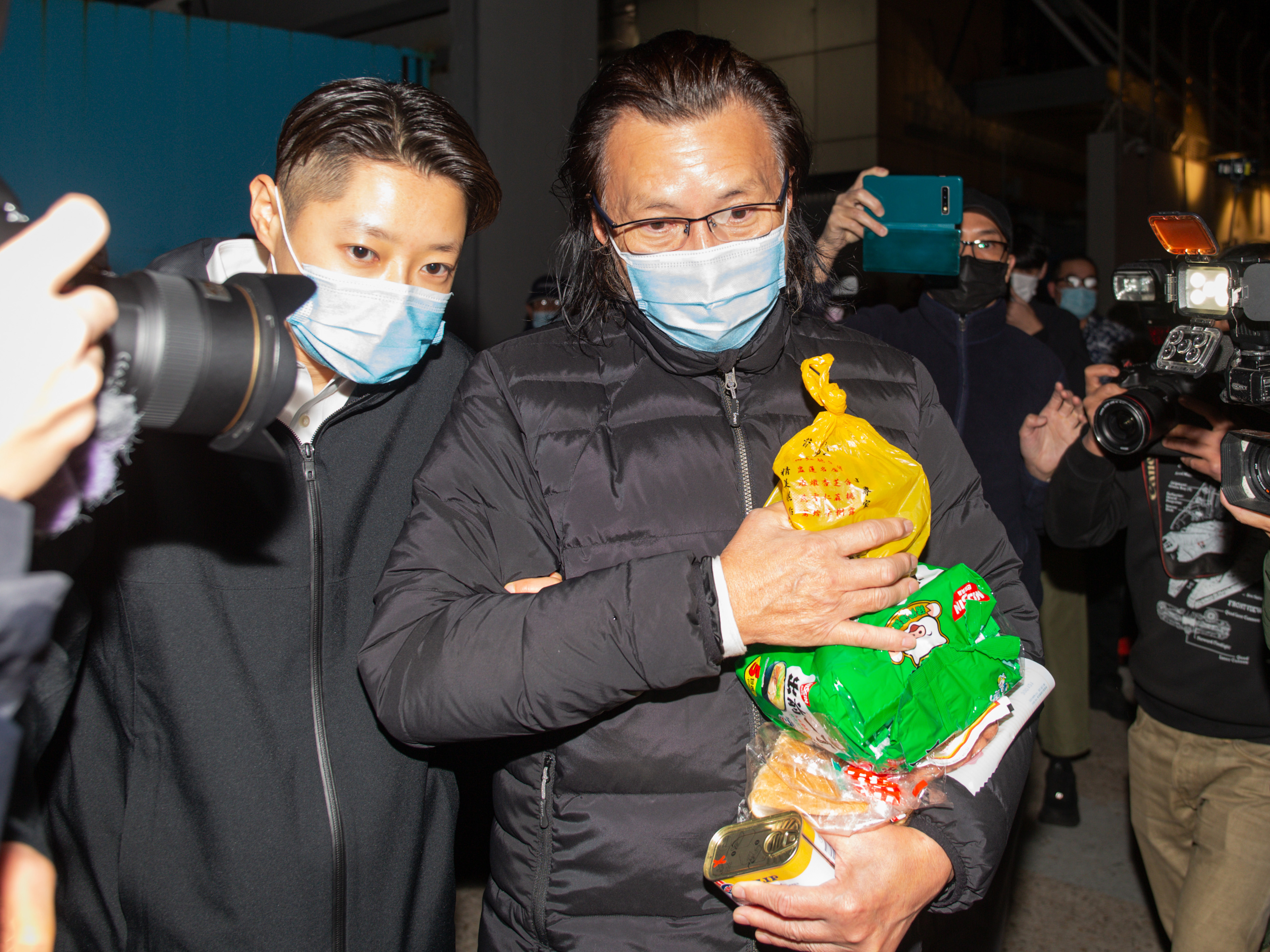
1月14日，黃國桐被香港國安警察懷疑涉嫌12港人案，並以「協助罪犯」的罪名拘捕，經過扣押41小時後，到1月15日深夜獲准保釋，多名在場人士送上方包、即食麵等東西

早上，警方國安處上門拘捕11人，包括九龍城區議員兼律師黃國桐、學聯前副秘書長何潔泓的母親和音樂人霍朗齊。消息稱他們在12港人案中涉嫌「串謀協助逃犯」，包括涉及以數千至數萬元的金錢贊助、介紹中間人、負責接送和提供住所。多人被扣查逾38小時，到15日陸續獲准保釋候查，須於3月中旬向警方報到。其中被扣查逾40小時的黃國桐在沙田警署獲釋後表示「冇一個證物搜到，因為律師唔會做犯法嘅事。」，對被捕感到遺憾及傷感，並表明會站在自己崗位「用我嘅專業，做我深信應該做嘅事。」會如常探望已經預約探望的人，包括涉違國安法的胡志偉。

### 香港寬頻按照《國安法》要求 停止連線至「香港編年史」網站
香港寬頻表示已按照《國安法》的要求，1月13日下午起停止用戶連線至「香港編年史」網站。而警方至今未交代要求封網的詳情。

## 15日

### 馬鞍山縱火案2名疑犯已潛逃海外被警方通緝
于2019年11月11日发生的马鞍山烧人事件有新的进展。警方通报，涉案的另两名男子（分别为17歲和25歲），已於2019年11月至12月期間乘搭飛機潛逃海外，正通緝該兩名疑犯。据悉，兩人乘飛機潛逃海外後，再轉往台灣。警方調查亦顯示，兩名被通緝男子的離港機票由另外兩名男子購買，因此警方於14日於柴灣和元朗以「協助逃犯」罪拘捕兩名60歲和39歲男子，2人分別報稱司機和日語教師。兩人已獲准保釋候查，須於2月下旬向警方報到。

### 官立教師涉採用偏頗教材被調查
据媒体报道，香港一名官校教師使用不當及偏頗的教學材料，已被當局調職及調查，相關調查已經完成，教育局正考慮取消其教師註冊。

### 美国再制裁6名官员
美國財政部因香港警方拘捕55名泛民人士，宣佈制裁6名與大搜捕行動有關的人士，包括警務處國安處處長蔡展鵬；警務處助理處長（國家安全）江學禮；警務處助理處長（國家安全）簡啟恩；國安公署副署長孫青野；全國人大常委譚耀宗和中共中央书记处书记、中央統戰部部長尤權。

### 涉反修例示威5港人偷渡台灣再轉抵美國 擬在美申請政治庇護
朱耀明牧師之子、美籍港人朱牧民透過轄下的美國組織“香港民主委员会”（Hong Kong Democracy Council, HKDC）發聲明，5名偷渡到台湾的反修例示威者在美國及台灣相關人士的協助下，已于当周抵達美國，並計劃申請政治庇護。聲明指，5人雖已離開家人及香港，但現時人身安全，經過美國及其他「熱情支持者」一直提供庇護和保護，5人終於在美國獲得「避難所」，指組織會協助5人尋求政治庇護及展開新生活。

## 18日

### 港澳辦、中联办就美国再制裁中港官员发表声明
國務院港澳辦发表声明表示，強烈譴責及堅決反對美国制裁中港官员的行为，形容“粗暴干涉中國內政”，又指被捕的初選發起人戴耀廷等人「無視法律」舉行初選，應當對其拘捕、展開調查。發言人批評，美國制裁行動是「黔驢技窮式的政治把戲」，指美國國務卿蓬佩奧這種把戲「該收場了」。香港中聯辦同日發表聲明，強烈譴責美國制裁行為，形容是「對香港法治和高度自治的肆意破壞，是對中國政府和人民維護國家正當利益的公然挑釁，其霸權主義行徑注定徒勞無功」。

### 外交部发言人華春瑩宣布采取对等反擊措施
中国外交部發言人華春瑩就美国制裁中港官员一事作出回应，称美方有關行徑公然插手香港事務，粗暴干涉中國內政和中國司法主權，嚴重違反國際法和國際關系基本準則，中方對此堅決反對，強烈譴責。華春瑩表示，針對美方的錯誤行徑，中方已經決定對在涉港問題上“表現惡劣、負有主要責任”的美國行政部門官員、國會人員、非政府組織人員及其直系親屬實施對等制裁。

### 司法案件
2019年8月31日灣仔暴動案件，1名25歲義務急救員被控暴動罪及無牌管有無線電通訊器具罪，2罪於區域法院罪名成立，被告判處入獄4年及罰款5000港元。

## 19日

### 記協就警阻採訪案放棄上訴
香港記者協會發聲明，表示經過徵詢法律團隊意見，衡量上訴失敗後無法承擔的訟費和兼顧其他司法案件下，決定不會就13名記者被警員阻礙採訪或粗暴對待的指控的案件上訴。同時對「有冤無路訴」的記者感到無奈和無助。

### 黃之鋒父母胞弟離港赴澳洲
《星島日報》獨家發現，目前正在石壁監獄服刑的黃之鋒，其父母及胞弟已離港前往澳洲。而父親位於鴨脷洲海怡半島的物業已經在去年底沽出。

## 20日

### 疑似便衣警監視機場赴英旅客
香港著名Youtuber「Bob叔」發布在去年12月在機場赴英國的短片，片段可看到數名可疑，兩手空空的便衣警員於香港國際機場客運大樓出入口及在英國航班登機閘口等位置監視乘客，而且為同一人。Bob叔形容「香港與平壤看齊」，而不少網民留言稱感到不安，表示近幾個月的機場閘口有大量警察戒備，擔心會對香港國際機場的聲譽有所影響。東區區議員李予信指《港區國安法》實施下，除了政治人物外，普通市民都會有被跟蹤或監視的風險，認為會對形象有很大影響。香港警方不會評論有關行動部署細節。

## 21日

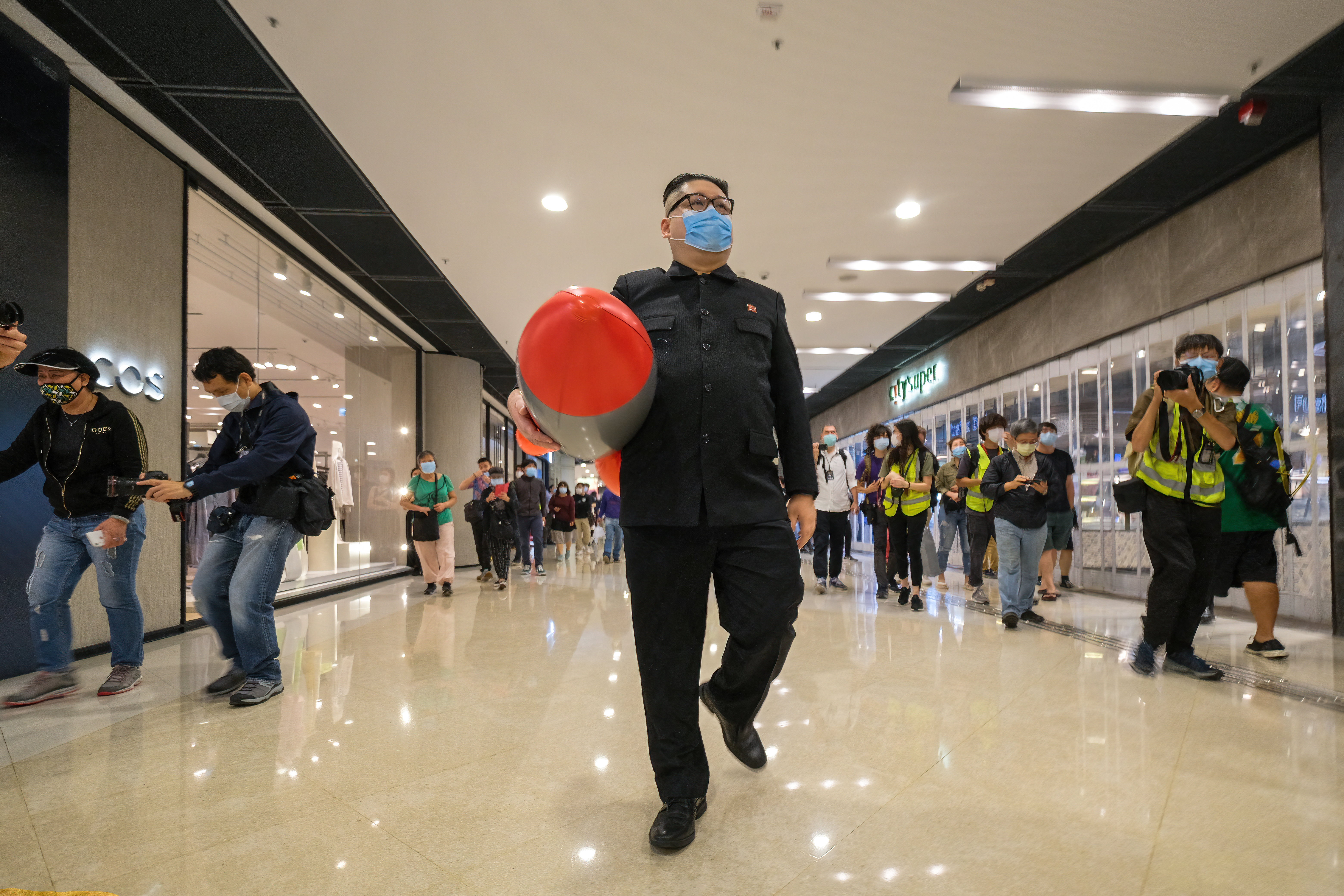
經常在示威場合出現的「A貨金正恩」Howard X，在其社交媒體透露遭警員以涉嫌無牌管有非法槍械，在2020年10月被上門拘捕

### 中國外交部宣佈制裁美國人，包括唐納·川普政府時期官員
中國外交部宣佈，制裁28名美國人，當中包括唐納·川普政府時期官員，部份名單有前美國國務卿麥克·龐培歐、前任總統經濟政策助理彼得·納瓦羅、前任總統國家安全事務助理羅伯特·C·奧布萊恩、前任助理國務卿史達偉、前任副國家安全顧問马修·波廷杰、前總統國家安全事務助理約翰·博爾頓、前總統顧問史蒂芬·班農、前衛生部長亚历克斯·阿扎、前副國務卿基思·克拉奇、前常駐聯合國代表凱莉·克拉夫特。

### A貨金正恩 涉嫌無牌管有槍械被捕
經常在示威場合出現的「A貨金正恩」Howard X，在其社交媒體透露，自己在2020年10月28日被警員以涉嫌無牌管有槍械上門拘捕，並持搜查令，聲稱去年4月有郵件提及有一個BB彈槍寄給他。他表明從未接收過槍械。警方認為該BB彈槍有能量輸出，在沒有搜出任何槍械的情況下，也被扣查近6小時。不過事隔3個月仍未落案，但須以3000元現金保釋，每6星期要到機場警署報到。他懷疑被捕的原因並非出於BB彈槍，而是過去一年在示威現場所作的諷刺打扮，認為警方在沒有合理的理據下將他拘捕。他表示自己不是示威，只是一人的表演藝術。

### 歐洲議會通過涉港決議 中國外交部及特區政府均強烈反對
歐洲議會通過一项決議，决议指出欧洲譴責中國打壓香港反對派人士，並呼籲各國制裁行政長官林鄭月娥等官員，呼籲港府立即無條件釋放涉嫌違反《港版國安法》中的「顛覆國家政權」罪的所有人，以及因政治動機而被逮捕的民主、反對派代表及社運人士，又敦促歐盟各國制裁包括林鄭月娥在內的中港官員。中國駐歐盟使團發言人就歐洲議會通過涉港決議回答記者問題時表示強烈譴責和堅決反對，稱歐洲議會部分議員混淆是非，顛倒黑白，推動通過所謂決議，粗暴干涉香港事務和中國內政。中國外交部發言人華春瑩在1月22日例行记者会上表示，敦促歐洲議會正視香港已經回歸中國的現實，恪守國際法和國際關係的基本準則，摒棄雙重標準，停止充當別國的「人權教師爺」，也切實尊重中國的主權，尊重香港法治，停止以任何形式干預香港事務，干涉中國內政。而特區政府在同日也發表聲明，強烈反對歐洲議會的「決議案」，指內容偏頗，出於政治動機而非反映事實。

## 22日

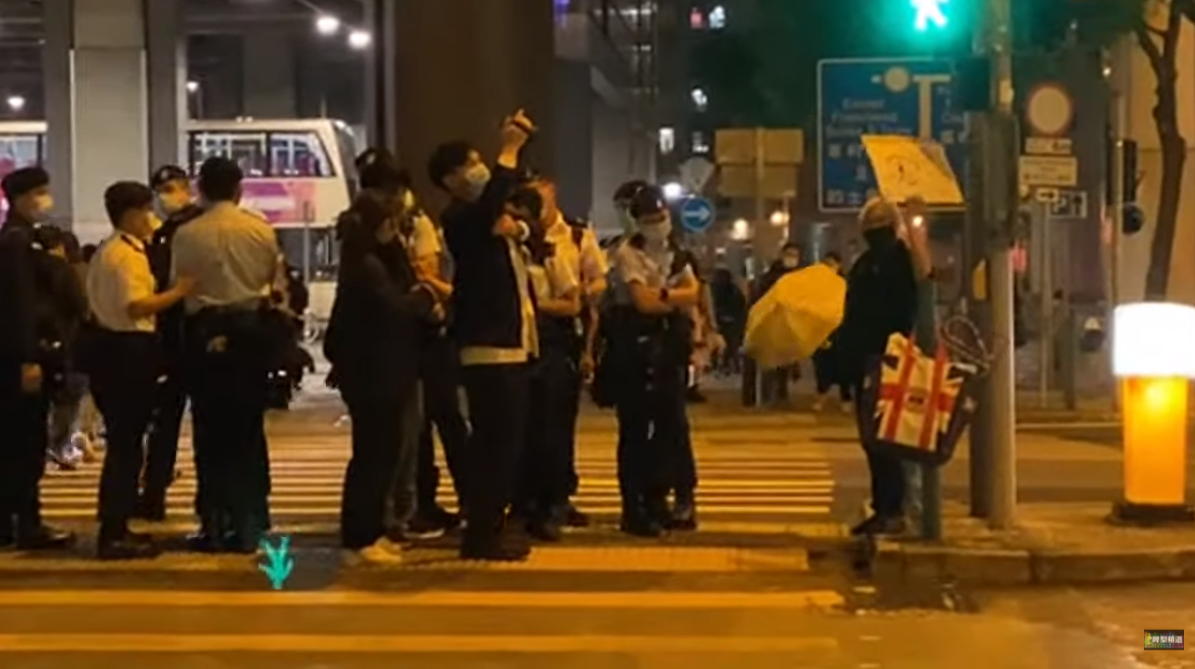
晩上約7時，「王婆婆」在將軍澳尚德十字路口過路處舉起標語，被警員以「阻礙警務人員執行職務」拘捕

陳彥霖逝世1年4個月，有市民在將軍澳尚德十字路口發起默哀。晩上約7時，示威常客「王婆婆」王鳳瑤在過路處舉起標語，被警員以「阻礙警務人員執行職務」拘捕。事件引起人權組織「香港監察」關注，要求港府盡快釋放王婆婆。

## 25日

### 校內悼梓樂 科大校方處分正副學生會長
科大學生會最少6人因在2020年5月在校園內舉辦「周梓樂逝世半年追悼會」及重漆校園地面「希望在於人民 改變始於抗爭」大字標語和沒有按照校方指示移除港獨文宣等，而被科技大學校務委員會認為損害校譽和違反「1-HKUST」精神，遭到紀律處分。包括不准使用學校設施半年、強制執行75小時校園服務令及留下書面譴責（written reprimand）。而學生會會長麥嘉俊及內務副會長勞啟浩更遭勒令下學期起停學一個學期，由2021年2月新學期起生效。學生會在facebook表示，對裁決極度遺憾。會長麥嘉俊認為有損校譽和違反精神的說法「任由校方講」，「校方話係就係」，令學生在校園的表達空間愈來愈小。大學及專上院校工會聯盟前理事長謝永齡認為大學不是法庭，反指學校發處分和勒令停學的行動才是「損害校譽」。

### 警方拘捕3名中大學生 涉及11日中大保安員撒粉事件

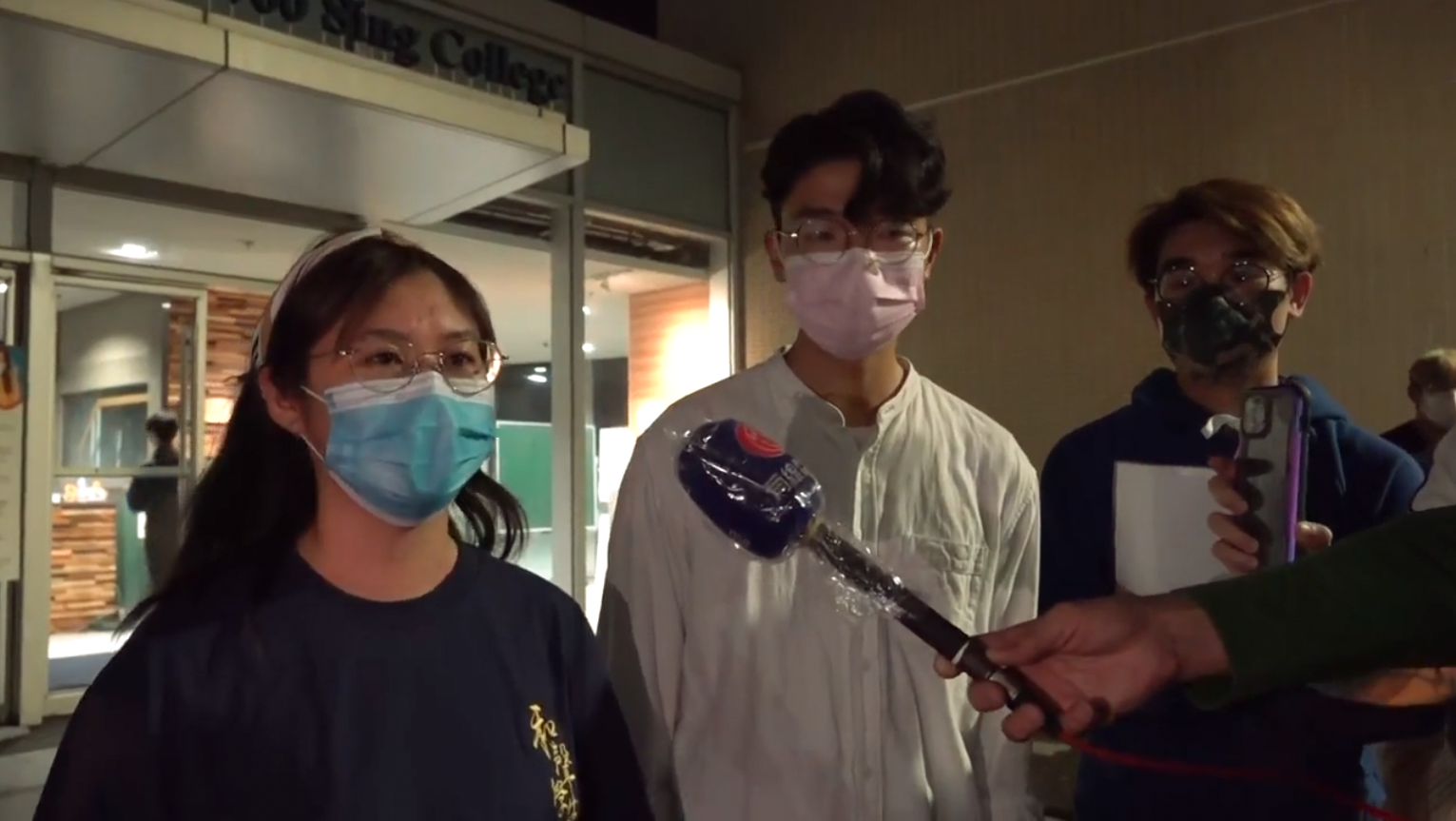
2021年1月25日晚上，警員搜查中大宿舍，和聲書院學生會長胡筠弦（左）回應事件

晚上，警方新界南總區重案組帶同法庭手令，前赴香港中文大學搜查，在善衡書院、和聲書院及伍宜孫書院的學生宿舍蒐證，甚至一度進入宿舍房。搜查期間，學生會表示舍監及警員以「保障同學私隱」為由，阻止他們拍攝，並登記拍攝人士身份。
另外警方也分別拘捕3名男子，3人均是中大學生，而學生會臨時行政委員會發聲明證實其中一人是主席區倬僖。新界南總區刑事部警司陳志昌26日在簡報記者會上說，3名中大生是分別在粉嶺、沙田及荃灣拘捕，有1人在逃。陳志昌強調，大學並非法外之地，警方絕不容許有人利用校園較特殊的環境對其行為作掩護，必定嚴正執法，不容暴力違法行為，會將兇徒繩之於法。陳志昌又提到自己是中大畢業校友，對於在查案過程中發現有學生有組織地利用近乎黑社會的暴力手法，對保安進行欺凌及攻擊，他感到難過及遺憾，對於案發後相關學生組織嘗試淡化罪行，說成是保安與學生的衝突，陳志昌說，對其卑劣暴力行為及狡辯予以譴責。

### 司法案件
1名14歲少年在2020年2月24日在天水圍兩間優品360進行破壞，被控刑事毀壞罪。被告在警誡下承認涉案，並說「不嬲都唔鍾意優品360呢間舖頭」。屯門裁判法院法官水佳麗裁定罪名成立，直言不知被告「不滿啲乜」。案件押後至2月5日判刑，等候索取感化、社會服務令、更生中心及勞教中心報告，期間被告需要被還押。
1名21歲學生於2020年香港元旦大遊行期間，塗污灣仔滙豐銀行提款機中心的木圍板，又試圖逃離警察追捕。被控刑事毁壞及拒捕2罪，早前受審後被裁定罪名成立，在東區裁判法院被判入獄5個月零2星期，張志偉裁判官斥被告的行為自私，令物主須花錢修補，強調法庭並非限制表達自由，但前題是不能破壞他人財產。就刑毁罪以5個月監禁為量刑起點；拒捕罪則為2星期。由於兩罪並非接連發生，故刑期分期執行。

### 香港美國商會會長巴特利特稱港區國安法生效後未見大量美資撤離香港
香港美國商會會長傑西卡·巴特利特（Jessica Bartlett）稱，在港區國安法生效後，未見大量美資撤離香港，香港在未來3年內仍會是他們的地區總部。中国外交部發言人趙立堅就此回應時則指，事實證明，港區國安法為保持香港良好營商環境，鞏固提升香港的國際金融、貿易和航運中心地位帶來了重大利好。

## 26日

### 林鄭月娥籲拜登政府以公正態度看待《香港國安法》
特首林鄭月娥出席「香港中美論壇」研討會。在就美國總統乔·拜登上任时，她提到，前特朗普政府對香港特區政府、企業和個人採取制裁“毫無道理”，希望美國新一屆政府能以公正的態度看待香港國安法。

### 英国議會介入許智峯戶口遭凍結
英國國會轄下的外交事務委員會舉行會議，滙豐控股行政總裁祈耀年應邀與會解釋，強調凍結許智峯及相關人士的戶口並無政治考慮。而祈更表示香港法律架構有所改變下，要繼續在香港營運就須守香港的法律，包括港區國安法，並引用親中媒體的數字，指支持港區國安法的聯署有多達300萬人簽署。許則再其facebook發貼文，認為祈耀年是「毫不忌諱對香港保皇黨、港共政權的立場照單全收。」也批評滙豐高層的回應態度迴避、虛偽及自相矛盾，促請國際社會制裁滙豐。有政界人士批評英方雙重標準，無視許違法及違保釋的現實，自毀其民主、法治的偽裝，至於許已聲名狼藉，形如「發爛渣」。

### 中大保安撒粉事件中被通緝的中大生自首
中大保安撒粉事件中，一名被警方通緝的22歲中文大學學生，晚上赴荃灣警署自首，事件中有5人被捕。

### 外媒引述6名民主派初選被捕人士　被警擅取銀行戶口資料
《路透社》報道，至少6名在1月初因民主派初選被捕的人士，包括劉頴匡和鄒家成等人，警方未得到他們同意下，擅自取得銀行戶口紀錄，包括匯豐銀行、恆生銀行、花旗銀行、渣打銀行等。其中鄒家成表示被捕時的錄影會面，警方拿出來自花旗銀行、恒生銀行、滙豐銀行手機應用程式和PayMe的財政紀錄，詢問其三個銀行戶口內的資金來源，事後亦沒收了其恒生銀行及花旗銀行提款卡及信用卡。而劉頴匡向立場新聞表示警方向他展示恆生銀行的賬單副本，詢問每一筆金額如何得來。他表示初選前後自己曾發起眾籌，透過其恆生銀行戶口「轉數快」功能，因此有不少市民捐款至該戶口。其餘4名被捕人士指警方落口供期間，影印了銀行戶口的帳單副本，其中2人表示警方展示了渣打銀行的月結單副本，另外2人則拒絕銀行名稱。

### 德國國會就香港國安法舉行聽證會
德國國會就香港國安法舉行聽證會，德國外交部亞太司長席格孟特表示香港警方透過國安法鎮壓和平示威，因而中止與香港的引渡協議和停止向香港出口可能鎮壓人權的物資。她也透露歐盟正考慮實施制裁，而目前有4名港人獲德國政治庇護。鄺頌晴促請德國設立「逃生艇」計劃。

## 27日

### 司法案件
3名男女在前年「燃點香港·全民覺醒」中在黃大仙龍翔道參與堵路，被控非法集結罪，其中一人被搜出雷射筆，同時被加控管有攻擊性武器罪，經審訊後在觀塘裁判法院判處全部罪名成立，法庭將索取他們的背景、勞教中心等報告後，延至2月10日判刑，期間3人還柙候懲。
1名玩具設計師在2020年香港元旦大遊行當日，在港鐵香港站附近遭警方從背囊搜出彈簧刀、打火機、打火機油等。他承認管有違禁武器及管有物品意圖損害財產兩罪，早前被判社會服務令100小時。但律政司提出刑期覆核，今在東區裁判法院宣判，控方指被告攜帶多項不同種類的物品，控罪及案情嚴重，要求改判監禁。裁判官何俊堯聽畢控辯雙方陳詞後，同意最初未有充分考慮相關因素，並指案件始終涉及公眾安全，法庭不能忽視潛在的風險，加上上級法院亦已下判刑指引，改判被告即時入獄2個月。

### 便衣埋伏票控送車市民
觀塘裁判法院外有至少6名便衣警員駐守，而部分在私家車內等候。當送車的市民聚集後，警員便下車指控各人沒有戴口罩或違反限聚令，至少有3人因而被票控。有送車市民對此感到非常憤怒，也對現況感到不安。他亦表示不希望被捕者沒有人理會和關注。

### 林鄭月娥向習近平及李克強述職
行政長官林鄭月娥先後向國務院總理李克強及中共中央總書記兼國家主席習近平述職。因应2019冠状病毒病疫情，此次述职改以視像形式述職。習近平表示，香港过去一年來和特區政府沉著應對修例風波、新冠肺炎疫情和外部環境不利變化帶來的多重嚴重衝擊，想方設法、維護秩序、防控疫情、紓緩民困、恢復經濟，已取得一定的成效。他特別指出，全國人大常委會制定頒布《香港國安法》後，已帶領香港特別行政區政府堅決執行，依法止暴制亂，努力推動香港重回正軌，林鄭在國家安全等大是大非的問題上，立場堅定、敢於擔當，展示出愛國愛港的情懷和對國家、對香港高度負責的精神，中央對她和特別行政區政府盡責的表現充分確定。習近平又指，香港「由亂轉治」的重大轉折，再次展示深刻的道理，就是要確保「一國兩制」行穩至遠，必須始終堅持「愛國者治港」，强调是“關乎國家主權、安全發展的利益”，亦關乎香港長期繁榮穩定的原則。此外，習近平請林鄭月娥轉達他對遭到美國制裁的香港有關官員的慰問。

### 烈顯倫撰文指責民主派初選目的明顯是違反《港區國安法》
前終審法院非常任法官烈顯倫以標題《一個「歹毒的計畫」》在星島日報撰文，指以「攬炒十部曲」作為目標的民主派「初選」，其實是要利用他們作為立法會議員的權力製造混亂，認為目前已知的事情似乎揭露了違反《港區國安法》第二十二條顛覆國家政權罪的所有要素。他又指，《基本法》授予立法會議員的權力，必須誠實善意地行使、保持特區繁榮穩定，如果有人盡力當選的本質是為了嚴重破壞並推翻政府，就不再算履行《基本法》規定的憲制責任，而是利用《基本法》偽裝來進行顛覆活動。

### 港府財金部門來電 要求基金經理及銀行家交代撤出香港原因
《金融時報》引述3名消息人士報道，有已經離開香港，往新加坡或東京工作的基金經理及銀行家，收到來自香港多個財金部門部門來電，要求他們交代撤出香港的原因。包括證監會、金管局、財經事務及庫務局及金融發展局。一名基金經理認為他們的來電和詢問語氣感覺不尋常。《金融時報》曾向相關部門查詢，證監會指會向變更營業地點的持牌法團或個人作出查詢，以便了解是否需要保留牌照。而金管局指平常會與業界保持溝通，不明白為何會有人離港會引起大家特別關注。

## 28日

### 司法案件
1名21歲男學生2019年11月5日在沙田大會堂被警員搜出兩支灌有水泥的鐵通，被控《公安條例》下在公眾地方管有攻擊性武器罪，並於2020年8月認罪，裁判官溫紹明原判監禁10天。不過其後律政司不服判刑提刑期覆核，上訴庭判決指，被告控罪及案情嚴重，認為原審裁判官的判刑明顯過輕及原則性犯錯，改判被告監禁3個月。

### 《頭條新聞》違反守則投訴成立
通訊事務管理局指香港電台電視節目《頭條新聞》在2020年2月28日、3月13日及4月10日播放的3集「驚訊」的環節中，被裁定違反《電視節目守則》，向港台發出強烈勸喻。局方認為主持人「忠勇毅」打扮成警員並從垃圾桶冒出，涉及污衊和侮辱警務人員、錯誤引述一名警務人員的發言並扭曲其意思、表達死亡個案的手法誤導觀眾、及美化犯罪活動等。經過調查及評審後裁定投訴成立，決定向港台發出強烈勸喻。立法會前議員毛孟靜認為，有關裁決屬是港府整頓港台的「欲加之罪」。

### 中聯辦逾半換人 以新方法「處理」香港事務
《香港01》引述消息指香港中聯辦會進行大規模人事更替，約240個崗位會換人，為歷來罕見，務求以全新角度及方法解決香港政經問題。而工作亦不再只限政治層面，會投入更多資源和人力探討如何改善香港目前的經濟和民生工作。而《南華早報》引述內地消息指，會安排熟悉網上社交媒體的人士加入中聯辦，期望能在香港重新開始和肩負更多工作。

## 29日

### 診所女護士Instagram泄求診警資料 法官考慮判囚9至12個月
一名25歲診所女護士在診所的電腦取得求診警員的個人資料，之後將資料截圖擺放在Instagram，並附上「死黑警又嚟睇醫生」字句。她承認不誠實使用電腦、披露未經資料使用者同意而取得的個人資料。九龍城裁判法院主任裁判官嚴舜儀稱案件涉及一定公眾利益，而罪行容易干犯亦難以察覺，需要判阻嚇性刑罰，認為被告量刑起點應為監禁9至12個月。

### 英國公布港人申請BNO移民安排 中方和特區政府不再承認
英國政府提出開放持英國國民（海外）護照（BNO）的港人申請移居英國安排。中國外交部表示由1月31日起，中方不再承認所謂的BNO護照作為旅行證件和身分證明，並保留採取進一步措施的權利。形容英方試圖把大批港人變成二等英國公民，指現在所謂的BNO已不再是原來的BNO。而特區政府隨後宣布全面配合國家針對BNO事宜的反制措施，不承認BNO作為有效旅行證件和身分證明。由1月31日起BNO持有者不能用於香港出入境。聲明批評英國政府偽善，形容英方的舉措明顯是進行政治炒作，稱為香港人在英國居留和入籍提供新路徑只是藉口，實質為賺取自身經濟利益，認為英國要渴求人才和資金，也不應藉BNO舉措作「政治遮醜布」護航。

## 31日

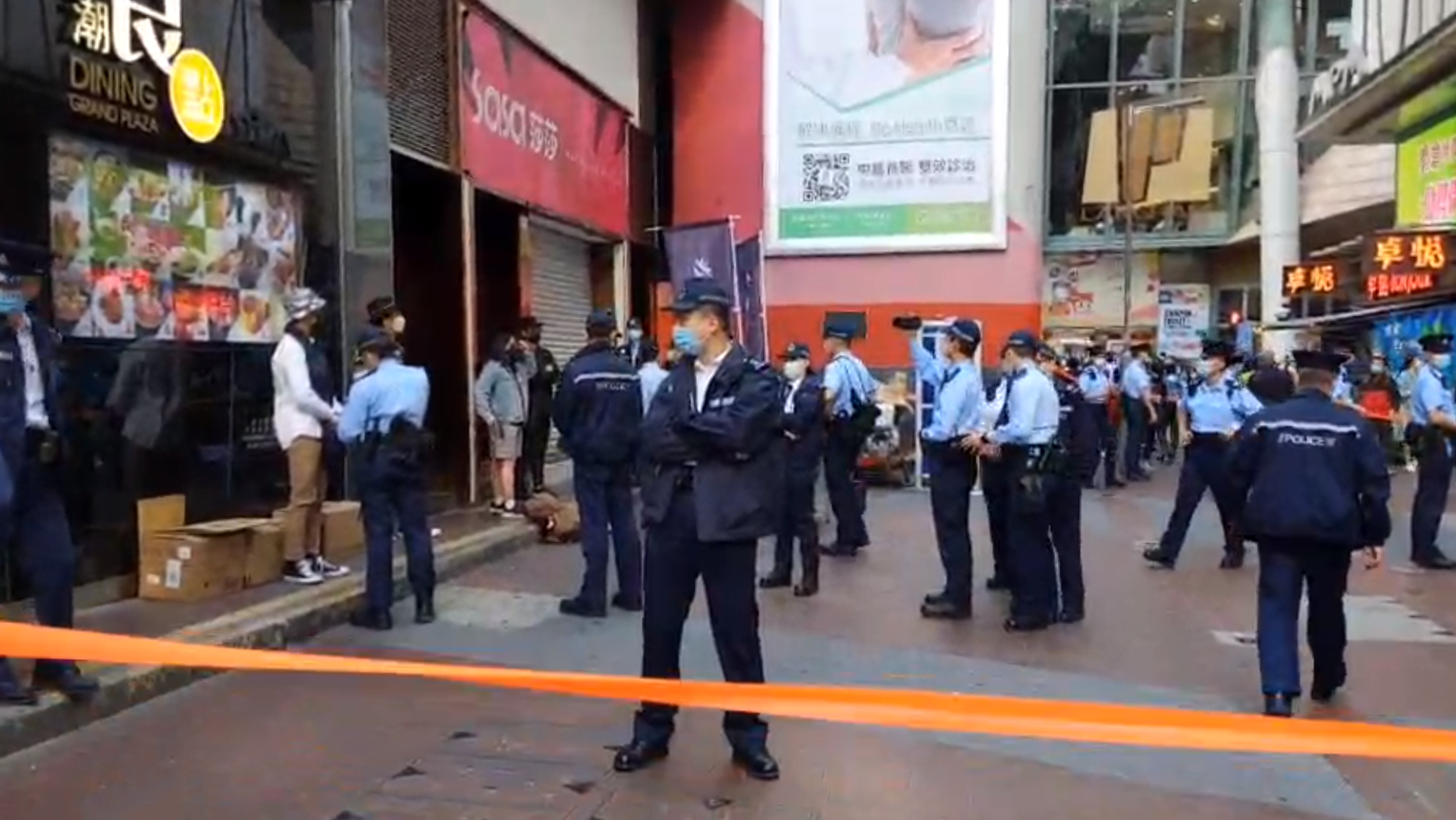
本土組織「光城者」於旺角站附近擺設街站，到下午近3時，近30名警員突然到場包圍街站，5名成員經截查後發限聚令告票

### 港澳办、中联办谴责BNO护照持有者赴英居留和入籍政策
国务院港澳事务办公室发表声明，就持BNO护照者赴英居留和入籍政策表示强烈反对，形容英方的做法是想把大批港人变成其“二等公民”，是对中国主权的公然冒犯。英方的做法严重违反了《中英联合声明》，是一种赤裸裸的毁约行径。中央人民政府驻香港特别行政区联络办公室发言人表示，对英国政府公然违背国际承诺，为持有BNO港人提供赴英居留和入籍路径，表示强烈谴责和坚决反对，形容英方「人無信不立，國無信則衰」，背信毁诺，中国政府采取反制措施，完全是对等反应和正当回击。

### 林郑月娥和骆惠宁慰问香港警队
行政长官林郑月娥、香港中联办主任骆惠宁等赴香港警察总部和西九龙总区尖沙咀警署看望慰问警务人员，转达中央领导对香港警队及全体纪律部队人员的诚挚问候。林郑月娥表示，香港警务人员在过去一年，无论是在止暴制乱或防控疫情方面，都做了大量工作，值得充分肯定。骆惠宁向警队致送了“忠诚勇毅、无畏无惧”的锦旗，并强调警队在“止暴制乱，恢复秩序”过程中挺身而出、严正执法，冲锋在前、连续作战，为维护社会稳定和市民安全付出了艰辛努力、做出了突出贡献，用实际行动诠释了警队“忠诚勇毅、心系社会”的座右铭。

### 組織「光城者」擺街站 遭警方調查及票控
下午1時許，中學生組織「光城者」在旺角站E出口近雅蘭中心及沙田站巴士總站外設街站，介紹各地「武裝起義」的歷史，包括法國大革命和烏克蘭親歐盟示威運動的單張。不過到下午3時，近30名警員包圍5名成員，並拉起橙帶設封鎖區約30分鐘。成員經截查後發限聚令告票，有成員表示警員指他們有機會違反《港區國安法》，也表明不會繳交罰款。而在沙田站的街站，有建制派人士拍照滋擾及報警，之後警員到場拉起封鎖線調查，並向4名成員發出限聚令告票。

### 美國國務卿稱應為在香港被打壓的受害者提供避風港 中國要求停止干涉內政
美國國務卿安東尼·布林肯在接受美國全國廣播公司（NBC）訪問時，批評中國對香港採取的行動是破壞對香港的承諾，美國應協助遭壓迫的受害香港人，為他們提供避風港。中国外交部發言人汪文斌在2月2日舉行的例行記者會上回應指，香港事務純屬中國內政，任何外國無權干涉。他又說，美國應該認真反思，避免對中美互信與合作造成損害。中共中央政治局委員、中央外事工作委员会办公室主任楊潔箎亦就此敦促美國停止插手香港事務。

### 近30%受訪青年有意移民 逾半指與《港區國安法》有關
香港青年協會青年研究中心「青年創研庫」公佈一項調查，訪問了525名18至34歲青年。顯示近30%受訪青年有意移民，當中逾半指與《港區國安法》有關。調查也顯示43.6%受訪青年表示對香港未來不抱希望。